# باول (جماعة)

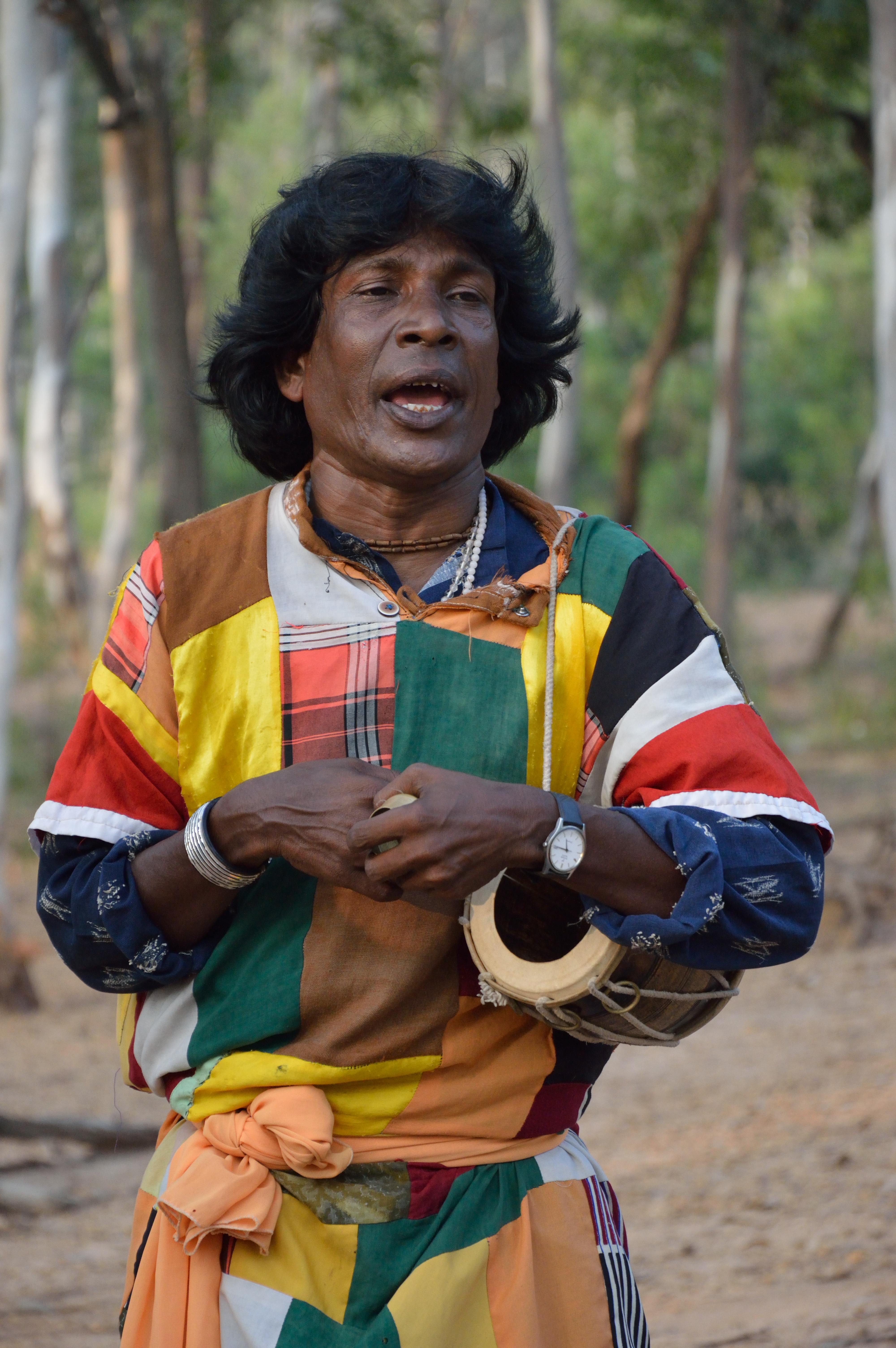
مغني باول

باول(بالبنغالية: বাউল) هي مجموعة من المنشدين الصوفيين من البنغال، والتي تشمل بنغلاديش والدولة الهندية من ولاية البنغال الغربية. باول يشكلون طائفة دينية اصطناعية وتقليد موسيقي. وهم مجموعة غير متجانسة جدا، مع العديد من الطوائف، ولكن عضويتهم يتكون أساسا من الهندوس والصوفية المسلمين. يمكن تحديدها في كثير من الأحيان من خلال الملابس المميزة والآلات الموسيقية. يُعتبر Lalon Shah أكثر قديس باول شهرة في التاريخ.
على الرغم من أن باول لا يشكل سوى جزء صغير من السكان البنغاليين، فإن تأثيرهم على ثقافة البنغال كبير. في عام 2005، أدرجت تقاليد باول في بنغلاديش في قائمة روائع التراث الشفهي وغير المادي للبشرية بواسطة اليونسكو.

## أصل الكلمة
باول هي امتداد لفلسفة Sahajiya ، والتي بدورها مستمدة من تقاليد ناث. وهم يؤمنون بأنهم يعيشون في العالم على أنه نصف سانياسي.
تم مناقشة أصل كلمة باول واقترح بعض العلماء الحديثين أنه قد يكون مشتقًا إما من الكلمة السنسكريتية vatula ، والتي تعني "مستنيرة، ممزقة بالرياح إلى نقطة فقدان عقل الإنسان، مجرة الله، المنفصلة عن العالم، والباحث عن الحقيقة". "، أو من vyakula ، وهو ما يعني " لا يهدأ، مهتاج "، وكل من هذه الاشتقاقات تتفق مع المعنى الحديث للكلمة، مما يدل على إلهام الناس بشغف الحياة الروحية.

## التاريخ

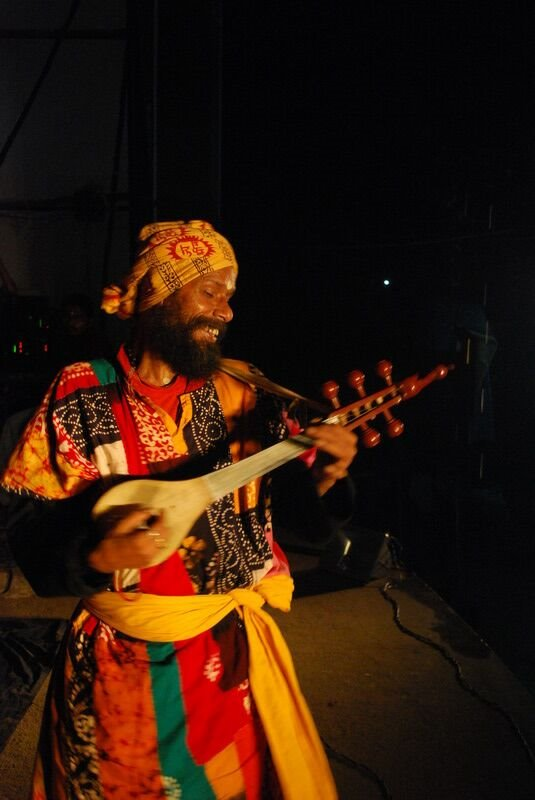
تاروندا باول

أصل باول غير معروف بالضبط، ولكن ظهرت كلمة «باول» في النصوص البنغالية القديمة في القرن ال15. ويؤكد بعض العلماء على أنه ليس من الواضح متى اتخذت الكلمة أهمية الطائفية، بدلا من كونه مرادفا لكلمة مجنون، المهتاج. باول هي جزء من ثقافة البنغال الريفية. وقد بذلت العديد من المحاولات للتأكد من أصل باول ولكن هناك اختلاف واسع بين العلماء. لكنهم يتفقون على أنه لم يتم الاعتراف بأي مؤسسين لها. ويعتقد بأن باول مختلطة العناصر التانترا، الصوفية الإسلام، والبوذية. ويعتقد أنها تأثرت بالطائفة الهندوسية التانترا. يجد بعض الباحثين آثار هذه الأفكار في ممارسات اليوجا القديمة.يعزى باول أنفسهم افتقارهم إلى السجلات التاريخية لإحجامهم عن ترك آثار وراءهم. كتبت الدكتورة جين أوبينشو أن موسيقى باول تبدو وكأنها قد تم تناقلها بالكامل في شكل شفهي حتى نهاية القرن التاسع عشر، عندما تم نسخها لأول مرة من قبل مراقبين خارجيين.
هناك فئتين من باول:
- الزهد باول الذين يرفضون الحياة الأسرية
- البولس الذين يعيشون مع عائلاتهم.

الزهد باول الذين يتخلو عن الحياة الأسرية والمجتمع والبقاء على الصدقات. ليس لديهم مسكن ثابت، بل ينتقلون من واحدة إلى أخرى. حتى عام 1976 كان في منطقة كوشيتيا 252 شخصًا تقطنًا. في عام 1982-83 ارتفع العدد إلى 905 ؛ في عام 2000، بلغ عددهم حوالي 5000.
أولئك الذين يختارون الحياة الأسرية يعيشون مع زوجاتهم وأطفالهم وعلاقاتهم في جزء منعزل من القرية. وهم لا يخلطو بحرية مع أعضاء آخرين في المجتمع. خلافا لزهد باول، طقوسهم أقل صرامة. من أجل أن تصبح بولس، يقرأون بعض الآيات الصوفية ويراقبون بعض الطقوس.

## المفاهيم والممارسات
السماوية، ولكنها تفعل ذلك بعبارات ترابية للغاية، وتجاوزت موسيقى باول التعبدية، وانتقد ذلك بعض الملحنين الأكثر شهرة، مثل لونال فوكير، السطحية للانقسامات الدينية:
الجميع يسأل: «لالان، ما دينك في هذا العالم؟»
أجاب لالان: «كيف يبدو الدين؟»
أنا لم أره عينيه أبداً
ويرتدي بعض الملالي [الأساور الهندوسية] حول أعناقهم،
وبعض المسدسات [الإسلامية] ، ولذلك يقول الناس إن
لديهم ديانات مختلفة.
لكن هل تحمل علامة دينك
عندما تأتي أو عندما تذهب؟
ويستند دينهم على تعبير من الجسم، والتعبير عن العقل. بعض طقوسهم تبقى مخفية للغرباء، حيث قد يعتقد أنها مثيرة للاشمئزاز.

## الموسيقى
باول هي نوع معين من الأغنيات الشعبية. كلماتها تحمل التأثيرات من الهندوسية، وهو شكل من الصوفية. وتمثل موسيقاهم تراثًا طويلًا من التبشير الخرافي من خلال الأغاني في البنغال، كما هو الحال في طقوس شيبدبوني، بولهادي.
يسكب باول مشاعرهم في أغانيهم لكن لا يكلف نفسه عناء كتابتها. وهو في الأساس تقليد شفهي. يقال أن (Lalon Fokir (1774 -1890، وهو أعظم باول، استمر في تكوين الأغاني وترديدها لعقود دون أن يتوقف عن تصحيحها أو وضعها على الورق. بعد وفاته فقط فكر الناس في جمع وتجميع مجموعته.
تتشابك كلماتهم مع إحساس عميق بالتصوف، ويتوق إلى وحدانية مع الإلهي. جزء مهم من فلسفتهم هو «ديها تاتا»، وهي روحانية مرتبطة بالجسم أكثر من العقل. يبحثون عن الألوهية في البشر. مواضيع ميتافيزيقية مأخوذة بكل تواضع وبكلمات بسيطة. يؤكدون على البقاء غير مرتبطين وغير مستهلكين من متع الحياة حتى عندما يستمتعون بها. بالنسبة لهم، نحن جميعا نعمة من القوة الإلهية والجسد عبارة عن معبد، والموسيقى هي الطريق للاتصال بهذه القوة.
تستخدم شركة باول عددًا من الآلات الموسيقية، ومنها أداة طبلية، تم نحتها من القرع، ومصنوعة من الخيزران وجلد الماعز. البعض منها مصنوع من الخشب أَو شجرةِ النيم. والفرق الوحيد من إكتارا هو أنه لا يوجد خيزران يستخدم لتمديد الخيط، الذي يحتفظ به بيد واحدة، بينما يتم انتزاعه بواسطة آخر.
لعبت عائلة باول على خشبة المسرح في لندن لحفلات «هايد بارك» في رولينج ستونز في عام 1971 و72 و 78 أمام الآلاف.